# Oblast' di Mosca
L'oblast' di Mosca (in russo Московская область?, Moskovskaja oblast' oppure Подмосковье, Podmoskov'e) è una delle oblast' della Russia.
L'oblast', che non comprende nel proprio territorio la città di Mosca, è la più popolosa della Russia avendo più di 7 milioni di abitanti (esclusa la città) ma è uno dei più piccoli con una superficie di 44379 km².
Istituita nel 1929, questa oblast' è tra le più industrializzate della Russia; infatti nel suo territorio esistono numerose industrie chimiche, metallurgiche, meccaniche, alimentari e di raffinazione.

## Geografia fisica

L'oblast' di Mosca.

L'oblast' moscovita si estende nella parte centro-occidentale della Russia europea; il suo territorio ha la forma di un grossolano rettangolo allungato in direzione nordovest-sudest.
L'oblast' di Mosca confina con altre sette unità amministrative russe.

### Territorio e idrografia

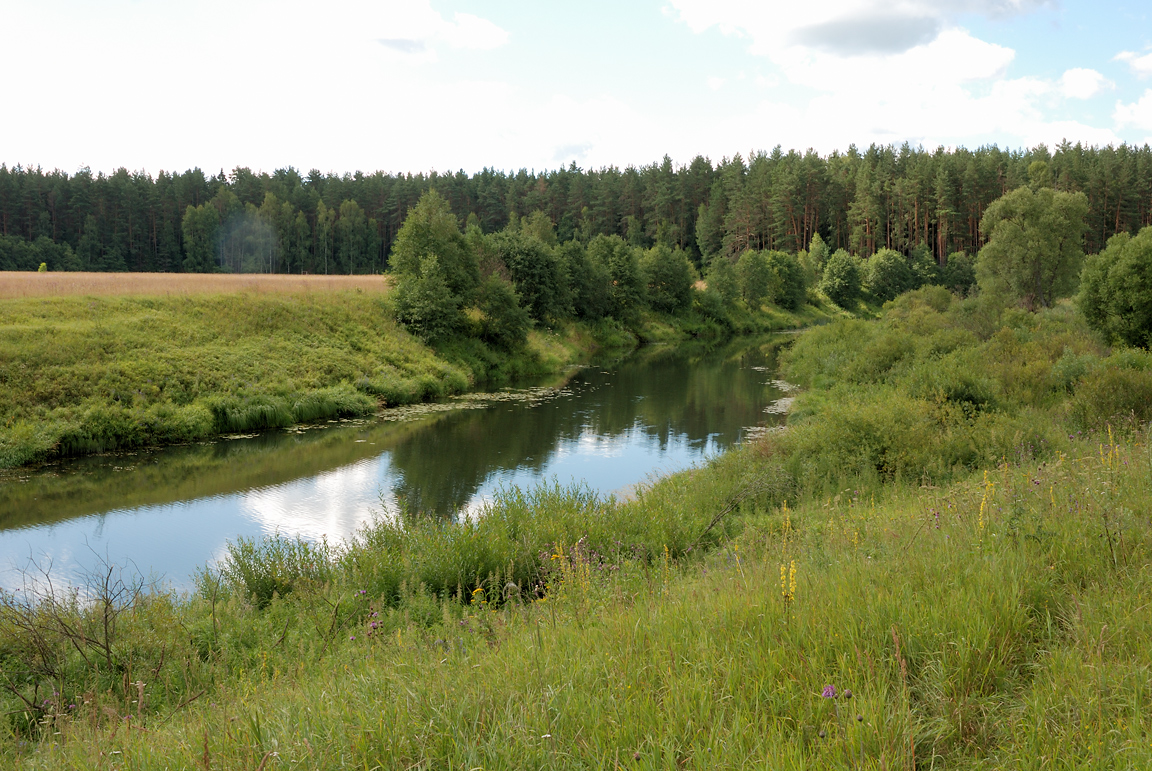
Paesaggio nel nordovest della oblast'.

Il territorio è costituito per la maggior parte da pianure leggermente ondulate nella sezione occidentale e settentrionale, dove si individuano le groppe collinari moreniche delle alture di Mosca e delle alture di Klin e Dmitrov, di origine glaciale; le quote massime raggiunte sono intorno ai 300 metri s.l.m. In tutta la parte orientale dell'oblast' si aprono invece le vaste aree pianeggianti della Meščëra di Mosca, con una quota media variabile fra i 120 e i 150 metri s.l.m.; il drenaggio delle acque superficiali risulta in molti punti difficile portando alla formazione di estese paludi.
L'intero territorio appartiene al bacino idrografico del Volga, sia direttamente (come i fiumi del nord dell'oblast' (Dubna, Šoša con il suo affluente Lama) che, soprattutto, tramite il fiume Oka. Appartiene al bacino idrografico di quest'ultima la Moscova, il fiume più rilevante dell'oblast' e suo principale asse idrografico, che nasce all'estremità occidentale e percorre in senso ovest-est la gran parte del territorio fino a sfociare nella Oka presso Kolomna. Altri tributari di una certa rilevanza della Oka sono la Protva, la Lopasnja, la Nara, l'Osëtr.

### Clima e vegetazione
L'oblast' di Mosca, estesa nella zona centroccidentale del bassopiano sarmatico, ne rispecchia in pieno le caratteristiche climatiche. Gli inverni sono freddi ma non eccessivamente, caratterizzati dalla frequente alternanza fra masse d'aria orientali siberiane (portate dall'anticiclone russo-siberiano), portatrici di tempo molto freddo e tendenzialmente secco e masse d'aria occidentale, di origine atlantica, che portano tempo umido ma molto più mite (portando addirittura precipitazioni piovose). Le estati sono invece generalmente moderatamente calde e umide, anche se possono verificarsi intense ondate di caldo quando si instaurano condizioni bariche che favoriscono l'afflusso di aria calda e secca sudorientale.
Le temperature medie di gennaio, il mese più freddo, oscillano dai −10 °C delle zone occidentali ai −11 °C dei distretti orientali; luglio, il mese generalmente più caldo, vede temperature medie oscillanti rispettivamente dai 17 °C ai 18 °C. Le temperature possono manifestare però estremi ben maggiori: il massimo assoluto a Mosca è di 39,7 °C, registrato nel luglio 2010, mentre il minimo assoluto (risalente al gennaio 1940) è di −42,2 °C; temperature minime ancora più basse (fino a −50 °C) possono interessare l'oblast' in caso di prolungate e intense avvezioni orientali.
L'oblast' di Mosca si trova lungo la linea di confine fra i biomi della foresta di conifere nordica (che caratterizza la sezione settentrionale) e della foresta temperata costituita da latifoglie decidue (che, generalmente miste a conifere, coprono rilevanti estensioni di territorio nella sezione meridionale).

### Geografia umana

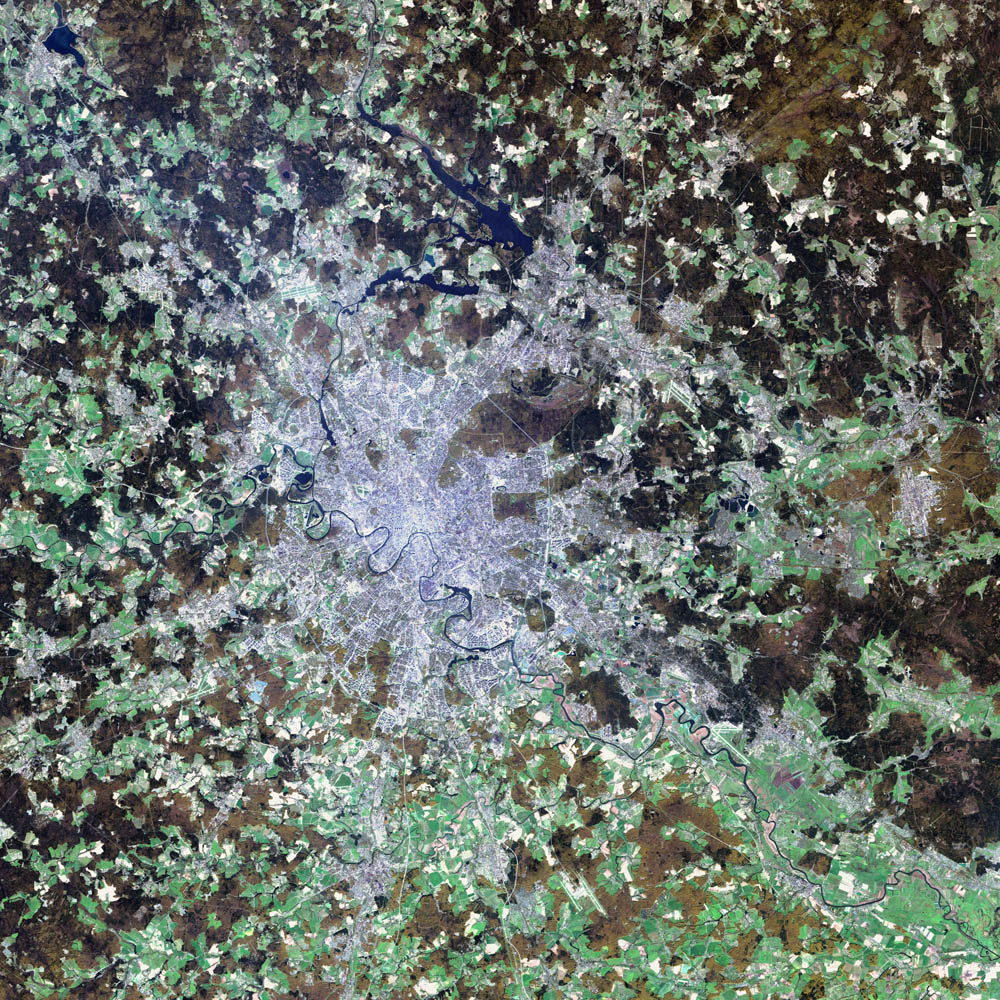
Immagine satellitare della città di Mosca e del suo hinterland.

Il territorio dell'oblast' è il più antropizzato dell'intera Russia; anche escludendo il territorio della città di Mosca, la densità media è elevatissima nel panorama russo (ben superiore ai 100 ab./km²) anche se permangono zone di densità medio/bassa al di fuori della vasta area metropolitana della capitale.
Molte e di una certa importanza sono le città comprese in questa oblast'. Per la maggior parte, le grosse città formano una specie di corona negli immediati dintorni di Mosca; fra queste, le maggiori sono Balašicha, Chimki, Ljubercy, Mytišči, Podol'sk, Zelenograd (che costituisce un distretto enclave di Mosca) e Žukovskij. Di dimensioni rilevanti, ma non immediatamente adiacenti a Mosca sono le città di Ėlektrostal', Orechovo-Zuevo, Kolomna, Serpuchov, Sergiev Posad, Noginsk, Voskresensk, Klin.

## Geografia antropica

### Suddivisioni amministrative

#### Città
I centri abitati dell'oblast' che hanno lo status di città (gorod) sono 80 (in grassetto le città sotto la diretta giurisdizione dell'oblast'):
- Aprelevka
- Balašicha
- Bronnicy
- Černogolovka
- Čechov
- Chimki
- Chot'kovo
- Dedovsk
- Dmitrov
- Dolgoprudnyj
- Domodedovo
- Drezna
- Dubna
- Dzeržinskij
- Egor'evsk
- Ėlektrogorsk
- Ėlektrostal'
- Ėlektrougli
- Frjazino
- Golicyno

- Istra
- Ivanteevka
- Jachroma
- Jubilejnyj
- Kašira
- Klimovsk
- Klin
- Kolomna
- Korolëv
- Kotel'niki
- Krasnoarmejsk
- Krasnogorsk
- Krasnozavodsk
- Krasnoznamensk[6]
- Kubinka
- Kurovskoe
- Likino-Dulëvo
- Ljubercy
- Lobnja
- Losino-Petrovskij

- Luchovicy
- Lytkarino
- Moskovskij
- Možajsk
- Mytišči
- Naro-Fominsk
- Noginsk
- Odincovo
- Orechovo-Zuevo
- Ožerel'e
- Ozëry
- Pavlovskij Posad
- Peresvet
- Podol'sk
- Protvino
- Puščino
- Puškino
- Ramenskoe
- Reutov
- Rošal'

- Ruza
- Šatura
- Ščerbinka
- Ščëlkovo
- Sergiev Posad
- Serpuchov
- Solnečnogorsk
- Staraja Kupavna
- Stupino
- Taldom
- Troick
- Vereja
- Vidnoe
- Volokolamsk
- Voskresensk
- Vysokovsk
- Zarajsk
- Železnodorožnyj
- Žukovskij
- Zvenigorod

#### Insediamenti di tipo urbano
I centri urbani con status di insediamento di tipo urbano sono invece 72 (in grassetto gli insediamenti di tipo urbano sotto la diretta giurisdizione dell'oblast', che costituiscono una divisione amministrativa di secondo livello):
- Andreevka
- Ašukino
- Beloozërskij
- Beloomut
- Bogorodskoe
- Bol'šie Vjazëmy
- Bol'šie Dvory
- Bykovo
- Čerkizovo
- Čerusti
- Chorlovo
- Città delle Stelle
- Dedenevo
- Frjanovo
- Gorki Leninskie
- Ikša
- Il'inskij
- imeni Cjurupy

- imeni Vorovskogo
- Kalininec
- Kievskij
- Kokoškino
- Kraskovo
- Kratovo
- Lesnoj
- Lesnoj Gorodok
- Lotošino
- L'vovskij
- Malachovka
- Malino
- Mendeleevo
- Michnevo
- Mišeronskij
- Molodëžnyj
- Monino
- Nachabino

- Nekrasovskij
- Novoivanovskoe
- Obolensk
- Obuchovo
- Oktjabr'skij
- Peski
- Pirogovskij
- Povarovo
- Pravdinskij
- Proletarskij
- Rešetnikovo
- Rjazanovskij
- Rodniki
- Ržavki
- Šachovskaja
- Seljatino
- Serebrjanye Prudy
- Severnyj

- Skoropuskovskij
- Snegiri
- Sofrino
- Stolbovaja
- Sverdlovskij
- Syčëvo
- Tomilino
- Tučkovo
- Udel'naja
- Uvarovka
- Verbilki
- Vlasicha
- Voschod
- Zagorjanskij
- Zaprudnja
- Zareč'e
- Zelenogradskij
- Žilëvo